# Febra hemoragică Marburg
Febra hemoragică Marburg sau boala Marburg este o febră hemoragică virală localizată în Africa (Uganda, Kenya, Zimbabwe, Africa de Sud) și transmisă la om prin contactul cu maimuțele infectate și este provocată de virusul Marburg (Marburgvirus) și virusul Ravn, viruși asemănători cu virusul Ebola, care aparține familiei filoviride. Se presupune că liliecii frugivori din familie Pteropodidae sunt gazdele naturale ale virusului Marburg. Primele cazuri au fost observate în 1967 în orașul Marburg (de unde și numele bolii) din Germania la personalul de laborator aflate în contact cu maimuțele verzi (Cercopithecus aethiops) importate din Uganda. Sângele și dejecțiile bolnavilor pot contamina anturajul familial și personalul de ingrijire medical. Debutul bolii este brusc cu febră mare, cefalee, mialgii, tulburări digestive, erupție cutanată maculopapulară, conjunctivită, faringită, tuse. Apoi, starea generală se agravează, cu tulburări a conștiinței, icter, sindrom hemoragic, semne de detresă respiratorie, insuficiența renală. Decesul este frecvent (într-un sfert din cazuri) între a 8 și a 15-a zi cu leziuni diseminate de necroză tisulară. Tratamentul este doar simptomatic. Diagnosticul de laborator se bazează pe izolarea virusului din sânge și identificarea lui prin amplificare genică (PCR), serologie (detectarea IgM în plasmă). Boala Marburg este o boală cu declarare obligatorie și implică măsuri de igienă și de izolare stricte pentru a preveni transmiterea interumană.   